# Contea di Mascali
(Motto della Contea, estratto dal Salmo 121)

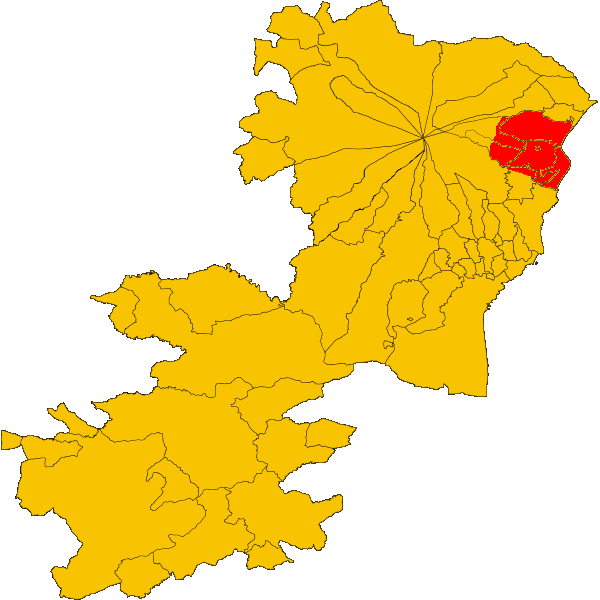
Mappa del territorio della Contea di Mascali (in rosso) nell'attuale Provincia di Catania

La Contea di Mascali fu un feudo del territorio jonico-etneo della Sicilia, comprendente parte dei territori degli attuali comuni di Mascali, Giarre, Riposto, Sant'Alfio, Milo, Santa Venerina e Zafferana Etnea.

## Storia

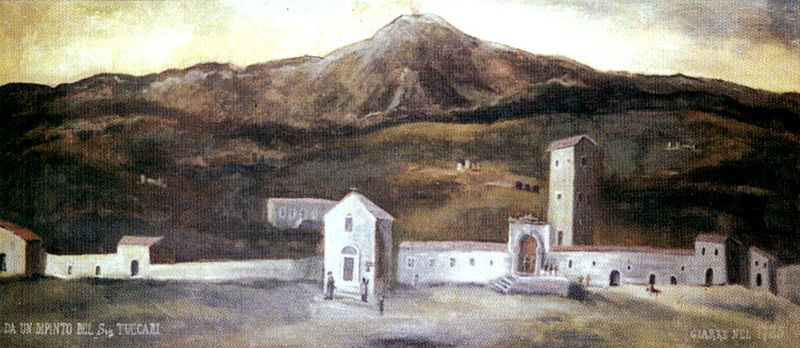
L'abitato di Giarre nel 1725: anonima e parziale riproduzione di una tela settecentesca (oggi scomparsa) a soggetto sacro, opera del pittore Giovanni Tuccari. Nell'area ritratta, corrispondente all'attuale Piazza Duomo della cittadina jonica, si nota una delle probabili torri di Mascali.

La contea sorse grazie ad una serie di privilegi devoluti a partire dal 1540 dall'imperatore Carlo V a Nicola Maria Caracciolo, vescovo di Catania, che culminarono con la concessione del mero et mixto imperio, ossia della giurisdizione civile e criminale sul territorio di Mascali. È grazie a tali atti ufficiali che i successori del vescovo Caracciolo si fregiarono per oltre due secoli del titolo di "Comes Maschalarum" (Conte di Mascali).
La contea di Mascali si estendeva su di una vasta area boschiva - delimitata a sud e a nord dagli attuali torrenti "Mangano" e "delle Forche", ad est e ad ovest dal mare e dal vulcano - infeudata a partire dal XII secolo e già possedimento della diocesi di Catania a seguito di una donazione di Ruggero II di Sicilia nel 1124 al vescovo di Catania Maurizio. Il quale territorio però fu successivamente incorporato ecclesiasticamente all'interno della Diocesi di Taormina prima, e nell'Arcidiocesi di Messina poi, creando non poche difficoltà alle istituzioni ecclesiastiche locali e agli abitanti, sottoposti contemporaneamente a due autorità religiose, con una autorità quale quella del Vescovo di Catania ad avere una prevalenza di carattere civile. Fu proprio a partire dall'elevazione a contea e alla risoluzione delle problematiche ecclesiastico - giurisdizionali - fiscali le quali si trascinarono per un cinquantennio (dal 1570 al 1620 circa), che il territorio mascalese subì una profonda trasformazione. I vescovi di Catania decisero infatti di rendere coltivabili queste terre, a quel tempo ricoperte quasi per la loro totalità dall'ormai leggendario Bosco d'Aci, offrendole a censi molto bassi mediante lo strumento giuridico dell'enfiteusi, a coloro i quali desideravano stabilirsi in loco. Ai vescovi-conti sarebbe stata destinata la decima di ogni raccolto. Nacquero quindi vari borghi rurali, mentre i terreni incolti e venivano disboscati e bonificati per cedere il posto a vaste aree agricole coltivate principalmente a vigneto.

Antica torre distrutta dall'eruzione lavica del 1928 che seppellì l'abitato di Mascali.

Durante il XVII secolo, vescovi come Innocenzo Massimo e Michelangelo Bonadies, seguirono la politica economica del Caracciolo, e continuarono la concessione enfiteutica delle terre che attirò numerose famiglie principalmente acesi e messinesi, oltre a parecchia manodopera contadina. In particolare, il Bonadies si batté con determinazione contro i tentativi di chi intendeva porre il territorio di Mascali sotto il controllo fiscale dello stato, affinché la contea restasse sotto il diretto controllo della mensa vescovile catanese.
Gli effetti disastrosi del cosiddetto Terremoto del Val di Noto del 1693 si fecero ampiamente sentire anche in questi luoghi (benché ricadenti geograficamente nel Val Demone secondo l'antica suddivisione araba della Sicilia). L'abitato di Mascali rimase semidistrutto e la strada consolare Pompeia, l'antica direttrice orientale-sicula d'origine romana che fino ad allora ne aveva attraversato il centro, venne spostata a valle, verso est, favorendo così, durante il '700, lo sviluppo e la rapida crescita di Giarre e di Riposto, a discapito del "capoluogo" che venne definitivamente tagliato fuori dai traffici commerciali. Fu in questi ultimi due centri che in poco tempo, grazie anche alla loro innata "vocazione" mercantile, sorse e si affermò un nutrito ceto borghese.
Nel 1757 la contea passò dalla gestione diretta della Curia catanese a quella mediata del Re. Quindi, nel 1825, il titolo di "Conte di Mascali" passò ulteriormente al Principe di Capua, a quei tempi Francesco I di Borbone, appena dieci anni dopo la separazione di Giarre insieme ai popolosi borghi di Riposto, Torre Archirafi, Santa Maria la Strada, San Leonardello, Macchia, San Giovanni Montebello, Sant'Alfio, Milo, Fornazzo, Monacella e Dagala del Re. Tale smembramento ebbe tra le proprie cause l'eccessiva fiscalizzazione a cui erano sottoposti i terreni agricoli da parte dell'amministrazione borbonica.
Durante i moti rivoluzionari del 1848 il governo provvisorio della Sicilia retto da Ruggero Settimo abolì la contea e ciò che ne restava, ossia l'attuale territorio del comune di Mascali, fu posto sotto il controllo dello Stato.

### Le torri
Per la difesa delle terre e del casale di Mascali dalle incursioni turche vennero innalzate alcune torri d'avvistamento, sette secondo la leggenda, disseminate lungo tutto il territorio.
Gli storici hanno espresso di volta in volta pareri discordanti sulla loro identificazione che il più delle volte è stata dettata dalla credenza popolare più che dalla vera e propria indagine storica.
Sembra che le costruzioni di seguito elencate, in gran parte scomparse, ma la cui esistenza in passato è attestata da diverse fonti, possano aver assunto funzioni difensive (specialmente quelle poste lungo il litorale).
- Torre di Mascali, ubicata nei pressi del duomo e distrutta dall'eruzione lavica del 1928 che rase al suolo l'intero abitato.
- Torre di Giarre, non più esistente, ritratta nel settecentesco quadro del Tuccari. Secondo questa importante testimonianza pittorica, tale edificio ricadeva nell'attuale area di piazza Duomo.
- Torri dette di Malogrado, lungo la sponda settentrionale del torrente Macchia, nei pressi dell'attuale borgata di Santa Maria la Strada, oggi scomparse. La loro esistenza è testimoniata da una carta topografica d'epoca borbonica;
- Torre di Dagala, oggi non più esistente, ubicata secondo alcune mappe, nella contrada "Torre" oggi denominata anche "Rondinella".
- Torre costiera di Archirafi, da cui il borgo prese il nome, sprofondata in mare a causa di fenomeni bradisistici.
- Torre Modò, nei pressi di Torre Archirafi, costruita nel 1567, ancora oggi visibile in un terreno privato ed in buono stato di conservazione;
- Torre presso la foce del torrente Mangano, in località "Femmina Morta", costruita nel 1578, anch'essa ricadente in una proprietà privata ed in buono stato di conservazione.[3].
- Forte "Laviefuille" di Riposto (dal nome del suo costruttore, il viceré Eustachio De Laviefuille). La sua costruzione è però tardiva, risale infatti al XVIII secolo. Esso fu distrutto agli inizi del '900 poiché ricadente nell'area costiera destinata alla costruzione del porto.

## Lista dei Conti
Quella che segue è la lista dei Conti di Mascali, intendendo cioè i "governatori" della Contea e non coloro che portarono questo titolo, poiché l'entità fu abolita nel 1848 ma i Vescovi di Catania continuarono a fregiarsi del titolo fino al Concilio Vaticano II.
- Nicola Maria Caracciolo (1543 - 1568)
- Antonio Faraone (1568 - 1572)
- Juan Orozco de Arce (11 agosto 1574 - 28 marzo 1576)
- Juan Corrionero (2 marzo 1589 - 9 luglio 1592)
- Juan Ruiz Villoslada (5 dicembre 1605 - 1609)
- Juan Torres de Osorio (19 ottobre 1619 - 29 maggio 1624)
- Innocenzo Massimo (1624 - 16??)
- Michelangelo Bonadies (1665 - 1686)
- Andrea Riggio (1693 - 1717)
- Juan Álvaro Cienfuegos Villazón (20 gennaio 1721 - 21 febbraio 1725)
- Raimundo Rubí (28 novembre 1727 - 20 gennaio 1729)
- Pietro Galletti (1729 - 1757)
- Salvatore Ventimiglia (1757 - 1771)
- (sede vacante)
- Francesco I delle Due Sicilie (1825 - 1830)
- Ferdinando II delle Due Sicilie (1830 - 1848)

## Eredità

### Araldica
Le torri simbolo della contea sono rappresentate su alcuni degli stemmi dei Comuni che ne facevano parte prima dell'autonomia: sette torri d'oro su quelli di Giarre e di Mascali, una d'argento su quello di Riposto e una d'oro su quello di Santa Venerina.

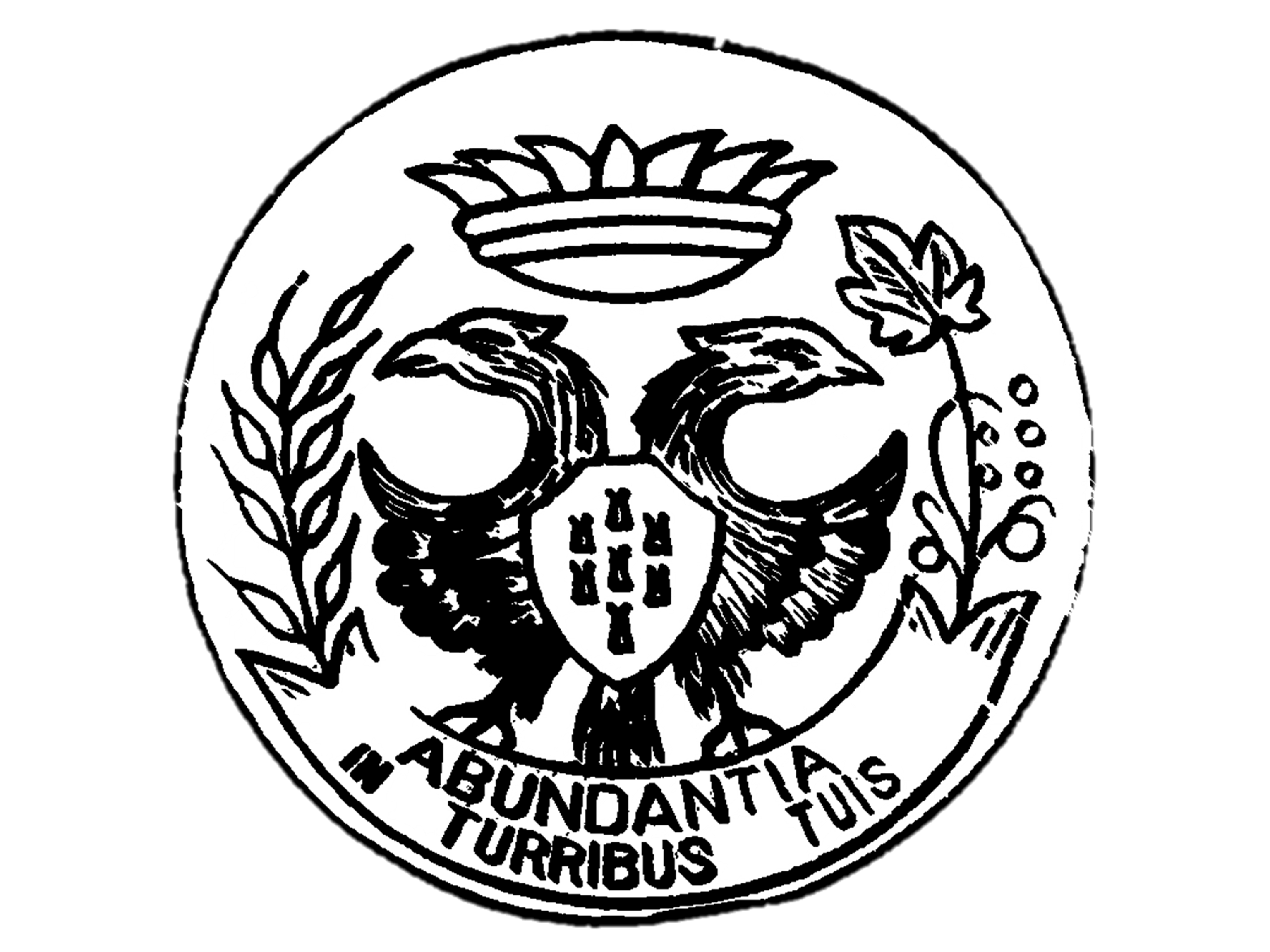
Stemma della Contea
Stemma di Giarre
Stemma di Mascali
Stemma di Riposto
Stemma di Santa Venerina